# Bridge City (Louisiane)
Bridge City est une communauté non constituée en municipalité et une census-designated place de la paroisse de Jefferson, en Louisiane, aux États-Unis,.
Bridge City est située en bordure du Mississippi, à l'ouest de La Nouvelle-Orléans. Elle est fondée au cours des années 1930, à l'occasion de la construction du pont Huey P. Long (en) qui enjambe le fleuve.

## Source de la traduction
- (en) Cet article est partiellement ou en totalité issu de l’article de Wikipédia en anglais intitulé « Bridge City, Louisiana » (voir la liste des auteurs).